# Henri Amiel
Pour les articles homonymes, voir Amiel.
Henri Amiel, né le 17 mai 1907 à Paris et mort le 25 janvier 1976 au Havre, est un militaire et résistant français, compagnon de la Libération. Officier des troupes coloniales, il décide de se rallier à la France libre au début de la Seconde Guerre mondiale et participe aux combats en Afrique, au Proche-Orient et en France. Après la guerre, il poursuit sa carrière militaire jusqu'au grade de général de brigade, participant notamment aux guerres d'Indochine et d'Algérie.

## Biographie

### Jeunesse et engagement
Henri Amiel naît le 17 mai 1907 dans le 3e arrondissement de Paris,. Élève du Prytanée national militaire de La Flèche, il intègre l'école spéciale militaire de Saint-Cyr en 1926 dans la promotion "Sous-lieutenant Pol Lapeyre" dans laquelle il a pour camarades les futurs généraux Louis Dio et Pierre Billotte. Sorti d'école en 1928 avec le grade de sous-lieutenant, il est dans un premier temps affecté au 2e régiment d'infanterie coloniale (2e RIC) avant d'être muté en 1929 au 5e bataillon de tirailleurs sénégalais à Téhini en Côte d'Ivoire. En octobre 1930, il est promu lieutenant puis en février 1933, il retourne au 2e RIC. En août 1934, il part pour le Niger où, affecté au 3e bataillon de tirailleurs sénégalais, il est chef du poste administratif d'Iférouane puis commandant du cercle de Bilma. Il revient en France en 1936 après avoir été promu capitaine et est affecté au 23e régiment d'infanterie coloniale. En avril 1937, il repart pour l'Afrique où il est muté au bataillon de tirailleurs de l'Oubangui.

### Seconde Guerre mondiale
Toujours en poste en Afrique lors du déclenchement de la Seconde Guerre mondiale, il refuse l'armistice du 22 juin 1940 et décide de se joindre à la France libre lorsque celle-ci obtient le ralliement de l'Oubangui-Chari au mois d'août. Avec le commandant Robert de Roux, il contribue à la création du Bataillon de marche no 2 (BM2) dont il prend le commandement de la 5e compagnie. Envoyé au Proche-Orient en mai 1941, il prend part à la campagne de Syrie où il se distingue en bloquant une contre-attaque à Nebeck puis en menant une attaque contre un ennemi supérieur en nombre à Mayadine. Après avoir été promu chef de bataillon en septembre 1941, Henri Amiel prend le commandement du BM2. Celui-ci est alors engagé dans la guerre du désert en Libye et en février 1942, s'installe sur la position de Bir Hakeim. Après avoir passé trois mois à aménager les positions défensives du poste, le BM2 subit l'attaque de l'Afrikakorps lors de la bataille de Bir Hakeim. Sous les feux de l'artillerie allemande et des bombardements de Stuka, le BM2 perd 40% de son effectif.
En février 1943, après trois mois de voyage, Henri Amiel et le BM2 débarquent à Madagascar où il reste plusieurs mois avant d'être envoyé à Bangui en octobre 1943. Il est ensuite envoyé en France où il arrive au début de l'année 1945. Promu lieutenant-colonel, Henri Amiel mène le BM2 à l'attaque de la poche de Royan les 15 et 16 avril 1945.

### Après-guerre
En décembre 1945, Henri Amiel retrouve le 2e RIC de ses débuts à Madagascar où il participe aux opérations de pacification. En avril 1951, il est promu colonel puis part pour l'Indochine où, en 1953, il est commandant d'armes délégué de la place de Phnom Penh et commandant du secteur spécial de la même ville. Il prend ensuite la tête du groupement opérationnel du Bas-Mékong et organise la défense de la route et de la voie ferrée reliant Hanoï à Haïphong. En octobre 1955, il devient chef de la mission militaire française au Cambodge. Il part pour l'Algérie en 1958 et prend le commandement du 11e régiment d'infanterie de marine (11e RIMA) en Petite Kabylie. De retour en France, il est affecté à l'état-major du groupe de subdivisions militaires du Mans puis en 1961, il prend le commandement du groupe de subdivisions militaires de Caen. Après avoir été promu général de brigade en février 1963, il se retire de la vie militaire en août de la même année.
Henri Amiel meurt le 25 janvier 1976 au Havre où il est inhumé.

## Décorations
|  |  |  |  |  |  |
|  |  |  |  |  |  |
|  |  |  |  |  |  |
|  |  |  |  |  |  |
|  |  |  |  |  |  |
|  |  |  |  |  |  |
|  |  |  |  |  |  |
|  |  |  |  |  |  |

| Grand officier de la Légion d'honneur                                                               | Grand officier de la Légion d'honneur                                                               | Grand officier de la Légion d'honneur                                                               | Compagnon de la Libération                                                              | Compagnon de la Libération                                                              | Compagnon de la Libération                                                              | Grand-croix de l'Ordre national du Mérite                                                                       | Grand-croix de l'Ordre national du Mérite                                                                       | Grand-croix de l'Ordre national du Mérite                                                                       |
| Croix de guerre 1939-1945 Avec deux palmes                                                          | Croix de guerre 1939-1945 Avec deux palmes                                                          | Croix de guerre 1939-1945 Avec deux palmes                                                          | Croix de guerre T.O.E Avec deux palmes, deux étoiles d'argent et deux étoiles de bronze | Croix de guerre T.O.E Avec deux palmes, deux étoiles d'argent et deux étoiles de bronze | Croix de guerre T.O.E Avec deux palmes, deux étoiles d'argent et deux étoiles de bronze | Croix de la Valeur militaire Avec une étoile d'argent                                                           | Croix de la Valeur militaire Avec une étoile d'argent                                                           | Croix de la Valeur militaire Avec une étoile d'argent                                                           |
| Médaille de la Résistance française                                                                 | Médaille de la Résistance française                                                                 | Médaille de la Résistance française                                                                 | Croix du combattant volontaire de la Résistance                                         | Croix du combattant volontaire de la Résistance                                         | Croix du combattant volontaire de la Résistance                                         | Croix du combattant                                                                                             | Croix du combattant                                                                                             | Croix du combattant                                                                                             |
| Médaille coloniale Avec agrafes "AFL", "Libye", "Bir Hakeim 1942", "Madagascar" et "Extrême-Orient" | Médaille coloniale Avec agrafes "AFL", "Libye", "Bir Hakeim 1942", "Madagascar" et "Extrême-Orient" | Médaille coloniale Avec agrafes "AFL", "Libye", "Bir Hakeim 1942", "Madagascar" et "Extrême-Orient" | Médaille commémorative de Syrie-Cilicie                                                 | Médaille commémorative de Syrie-Cilicie                                                 | Médaille commémorative de Syrie-Cilicie                                                 | Médaille commémorative des services volontaires dans la France libre                                            | Médaille commémorative des services volontaires dans la France libre                                            | Médaille commémorative des services volontaires dans la France libre                                            |
| Médaille commémorative de la guerre 1939-1945                                                       | Médaille commémorative de la guerre 1939-1945                                                       | Médaille commémorative de la guerre 1939-1945                                                       | Médaille commémorative d'Indochine                                                      | Médaille commémorative d'Indochine                                                      | Médaille commémorative d'Indochine                                                      | Médaille commémorative des opérations de sécurité et de maintien de l'ordre Avec agrafes "Tunisie" et "Algérie" | Médaille commémorative des opérations de sécurité et de maintien de l'ordre Avec agrafes "Tunisie" et "Algérie" | Médaille commémorative des opérations de sécurité et de maintien de l'ordre Avec agrafes "Tunisie" et "Algérie" |
| Médaille de sauvetage de la marine marchande                                                        | Médaille de sauvetage de la marine marchande                                                        | Médaille de sauvetage de la marine marchande                                                        | Commandeur de l'Ordre de l'Étoile d'Anjouan                                             | Commandeur de l'Ordre de l'Étoile d'Anjouan                                             | Commandeur de l'Ordre de l'Étoile d'Anjouan                                             | Commandeur de l'Ordre de l'Étoile noire (Bénin)                                                                 | Commandeur de l'Ordre de l'Étoile noire (Bénin)                                                                 | Commandeur de l'Ordre de l'Étoile noire (Bénin)                                                                 |
| Commandeur du Nichan Iftikhar (Tunisie)                                                             | Commandeur du Nichan Iftikhar (Tunisie)                                                             | Commandeur du Nichan Iftikhar (Tunisie)                                                             | Ordre du Mérite de 2e classe (Liban)                                                    | Ordre du Mérite de 2e classe (Liban)                                                    | Ordre du Mérite de 2e classe (Liban)                                                    | Commandeur de l'Ordre royal (Cambodge)                                                                          | Commandeur de l'Ordre royal (Cambodge)                                                                          | Commandeur de l'Ordre royal (Cambodge)                                                                          |
| Officier de l'Ordre du Sahametrei (Cambodge)                                                        | | |                                                                                         |                                                                                         |                                                                                         | | | |

## Publications
- Henri Amiel, B.M.2, Mémorial d'un bataillon de marche de la France Libre, Août 40 - Novembre 45, Paris, Centre de documentation de l'armement, 1981 (ISBN 9782717006766).